# دیامانتیناسور
دیامانتیناسور (نام علمی: Diamantinasaurus) نام یک سرده از زیرراسته سوسمارپاشکلان است.